# شقرون الوجديجي التلمساني
شقرون الوجديجي التلمساني فقيه مالكي بارز من مدينة تلمسان. وُلد حوالي عام 1503 وتوفي نحو عام 1574 في فاس. لُقب بـ «مالك الصغير» في زمانه نظرًا لبراعته الكبيرة في الفقه المالكي.
في عام 1559، غادر تلمسان متجهًا إلى فاس بسبب الاضطرابات السياسية التي كانت تسود في ذلك الوقت، أين عُين مفتياً من قبل السلطان السعدي عبد الله الغالب. و قام بتدريس العلوم في بلاط السلطان، حيث استفاد العديد من من علمه حتى وفاته.

## حياته
اسمه الكامل هو محمد شقرون بن هبة الله الوجديجي، المولود في تلمسان، وهو ما يفسر كنايته بالتلمساني. وُلد سنة 908 هـ (1502-1503 م). كان مفتيًا في مسقط رأسه قبل أن يغادرها حوالي عام 1559، على غرار العديد من علماء تلمسان الذين اضطروا إلى الهجرة بسبب الاضطرابات السياسية التي شابت أواخر حكم الدولة الزيانية. كانت تلمسان في ذلك الوقت محاصرة بين ضغط بني وطاس من الغرب والعثمانيين من الشرق، مما خلق مناخًا من عدم الاستقرار والتضييق.
في فاس، حظي شقرون باستقبال حافل من السلطان السعدي عبد الله الغالب، الذي عينه مفتيًا لمراكش وقائدًا للعلوم في المنطقة. هناك، بدأ شقرون بعقد مجالس علمية، حيث كان العلماء والطلاب يتوافدون للإنتفاع منه، بمن فيهم السلطان نفسه.
اشتهر شقرون الوجديجي التلمساني بتمكنه البارز في الفقه المالكي، ما جعله يُلقب بـ «مالك الصغير». إلى جانب ذلك، برع في علم البيان والمنطق. كان أيضًا يدرّس كتاب مختصر ابن الحاجب، الذي يُعد مرجعًا مهمًا في الفقه المالكي. وصفه العالم الفاسي أحمد المنجور بقوله: «العالم الكامل، المتعاون، المفتي، الخطيب... استفدتُ من علمه في العقيدة، والفقه، والحديث، والأدب، وغيرها من العلوم.». كما كان إبراهيم الشاوي من بين أبرز تلامذته.
توفي شقرون الوجديجي التلمساني عام 982 هـ (1574 م) عن عمر ناهز 72 عامًا، ودُفن في مدينة فاس.

## أعماله
من أبرز أعماله:
- شرح الأرجوزة التلمسانية في الفرائض لأبي إسحاق الأنصاري التلمساني.